# Probabilité libre
La théorie des probabilités libres est une théorie mathématique qui étudie des variables aléatoires non commutatives. La notion de « liberté » ou la propriété d'« indépendance libre » est l'analogue de la notion classique d'indépendance en probabilités, et elle est liée aux produits libres.

## Génèse
Cette théorie a été initiée par Dan Voiculescu vers 1986 afin d'aborder le problème de l'isomorphisme des facteurs de groupes libres, un problème important non résolu dans la théorie des algèbres d'opérateurs. Étant donné un groupe libre sur un certain nombre de générateurs, on peut considérer l'algèbre de von Neumann engendrée par l'algèbre de groupe, qui est un facteur de type II1. Le problème d'isomorphisme demande si ceux-ci sont isomorphes pour un certain nombre de générateurs. On ne sait même pas si deux facteurs de groupe libres sont isomorphes. Ce problème est similaire au problème des groupes libres de Tarski qui demande si deux groupes libres de type fini non abéliens différents ont la même théorie élémentaire.
Ultérieurement, des connexions ont été établies avec la théorie des matrices aléatoires, la combinatoire, 
les représentations de groupes symétriques, le principe de grandes déviations,
la théorie de l'information quantique.

## Description
Dans cette théorie, les variables aléatoires se trouvent en général dans une algèbre unitaire {\displaystyle A} comme une C*-algèbre ou une algèbre de von Neumann. L'algèbre est munie d'une espérance non commutative qui est une forme linéaire {\displaystyle \varphi :A\to \mathbb {C} } telle que {\displaystyle \varphi (1)=1}.
Les sous-algèbres unitaires {\displaystyle A_{1},\ldots ,A_{m}} sont  dites librement indépendantes si l'espérance du produit 
{\displaystyle a_{1}\cdots a_{n}}
est nulle chaque fois que tous les {\displaystyle a_{j}} ont une espérance nulle, si elle est dans un {\displaystyle A_{k}}, si aucun {\displaystyle a_{j}} adjacent ne provient de la même sous-algèbre {\displaystyle A_{k}}, et  si {\displaystyle n} est non nul. Les variables aléatoires sont librement indépendantes si elles génèrent des sous-algèbres unitaires librement indépendantes.
L'un des objectifs (non encore atteint) de la théorie de probabilité libre était de construire de nouveaux invariants des algèbres de von Neumann ; et la  dimension libre est considérée comme un candidat raisonnable pour un tel invariant. Le principal outil utilisé pour la construction de la dimension libre est l'entropie libre.

## Développements
La relation entre la probabilité libre et les matrices aléatoires est l'une des principales raisons de la large utilisation de la probabilité libre dans d'autres contextes. Voiculescu a introduit le concept de liberté vers 1983 dans un contexte algébrique d'opérateurs ; au début, il n'y avait aucune relation avec les matrices aléatoires. Cette connexion n'a été découverte que plus tard en 1991 par Voiculescu ; elle provient du fait que la distribution limite observée par Voiculescu dans son théorème de la limite centrale libre est  apparue auparavant dans la loi du demi-cercle de Wigner dans le contexte d'une matrice aléatoire.
La fonctionnelle cumulante libre, introduite par Roland Speicher joue un rôle majeur dans la théorie. Elle est liée au treillis des partitions non croisées de l'ensemble { 1, ..., n } de la même manière que la fonctionnelle cumulante classique est liée au treillis de toutes les partitions de cet ensemble.

## Articles liés
- Matrice aléatoire
- Distribution en demi-cercle de Wigner
- Loi circulaire
- Convolution libre